# Тур Мерсина
Тур Мерсина (тур. Mersin Bisiklet Turu) — ежегодная шоссейная многодневная велогонка, проводящаяся с 2015 года в апреле на юго-восточном побережье Турции в иле Мерсин.
Состоит из четырёх этапов. Входит в UCI Europe Tour, имеет категорию 2.2.

## История
Из-за пандемии COVID-19 гонка не проводилась в 2020—2021 годах. В 2023 году планировалось возобновление соревнования, но из-за отсутствия в календаре UCI и организационных сложностей мероприятие было отменено дважды: сначала в марте, затем в августе-сентябре.
В 2024 году гонка вернулась в календарь. Тогда победу в генеральной классификации одержал польский велогонщик Марцин Будзинский из команды Mazowsze Serce Polski.

## Призёры

### Генеральная классификация
| Год  | Победитель         | Второй             | Третий              |
| ---- | ------------------ | ------------------ | ------------------- |
| 2015 | Александр Поливода | Виталий Буц        | Михаил Кононенко    |
| 2016 | Назим Бакирчи      | Ике Грун           | Стефан Христов      |
| 2017 | Станислав Божков   | Эдуард Ворганов    | Галым Ахметов       |
| 2018 | Эдуард Ворганов    | Станамир Чолаков   | Николас Тивани      |
| 2019 | Петер Конинг       | Бронислав Самойлов | Халил Ибрагим Доган |
| 2024 | Марцин Будзинский  | Oliver Mattheis    | Давит Йемане        |
| 2025 | Стефан Де Бод      | Леннерт Тюгельс    | Матиас Брегнхой     |

### Очковая классификация
| Год  | Велогонщик          | Велогонщик | Команда                      | Команда |
| ---- | ------------------- | ---------- | ---------------------------- | ------- |
| 2015 | Виталий Буц         |            | Kolss BDC Team               |         |
| 2016 | Эссаид Абелаче      |            | Nasr-Dubai                   |         |
| 2017 | Станислав Божков    |            | Minsk Cycling Club           |         |
| 2018 | Николас Тивани      |            | Trevigiani Phonix-Hemus 1896 |         |
| 2019 | Флориан Оберштейнер |            | Herrmann Radteam             |         |

### Горная классификация
| Год  | Велогонщик      | Велогонщик | Команда                 | Команда |
| ---- | --------------- | ---------- | ----------------------- | ------- |
| 2015 | Фатих Келеш     |            | Torku-Şekerspor         |         |
| 2016 | Назим Бакирчи   |            | Torku Şekerspor         |         |
| 2017 | Назим Бакирчи   |            | Torku Şekerspor         |         |
| 2018 | Эдуард Ворганов |            | Minsk Cycling Club      |         |
| 2019 | Мустафа Саяр    |            | Salcano–Sakarya BB Team |         |

### Командная классификация
| Год  | Победитель                   | Второй           | Третий                      |
| ---- | ---------------------------- | ---------------- | --------------------------- |
| 2015 | Kolss BDC Team               | Brisaspor        | сборная Сербии              |
| 2016 | Torku Şekerspor              | Brisaspor        | Cyclingteam Join's-De Rijke |
| 2017 | Minsk Cycling Club           | Astana City      | ISD-Jorbi Continental Team  |
| 2018 | Trevigiani Phonix-Hemus 1896 | Torku Şekerspor  | Minsk Cycling Club          |
| 2019 | Minsk Cycling Club           | Herrmann Radteam | Bike Aid                    |